# El Barco de Ávila
El Barco de Ávila é um município da Espanha na província de Ávila, comunidade autónoma de Castela e Leão, de área 12 km² com população de 2588 habitantes (2007) e densidade populacional de 191,55 hab/km².

## Localização
Localiza-se no sudoeste da província de Ávila.
| Noroeste: La Carrera  | Norte: El Losar del Barco | Nordeste: San Lorenzo de Tormes |
| Oeste: La Carrera     |                           | Este: San Lorenzo de Tormes     |
| Sudoeste: Navatejares | Sul: Los Llanos de Tormes | Sudeste: Los Llanos de Tormes   |

## Demografia
| Variação demográfica do município entre 1991 e 2004 | Variação demográfica do município entre 1991 e 2004 | Variação demográfica do município entre 1991 e 2004 | Variação demográfica do município entre 1991 e 2004 |
| --------------------------------------------------- | --------------------------------------------------- | --------------------------------------------------- | --------------------------------------------------- |
| 1991                                                | 1996                                                | 2001                                                | 2004                                                |
| 2541                                                | 2564                                                | 2560                                                | 2425                                                |